# Amphibulus tetratylus
Amphibulus tetratylus är en stekelart som beskrevs av Luhman 1991. Amphibulus tetratylus ingår i släktet Amphibulus och familjen brokparasitsteklar. Inga underarter finns listade i Catalogue of Life.